# Peter Norbeck
Peter Norbeck (Clay County, (South Dakota), 27 augustus 1870 - Redfield (South Dakota), 20 december 1936) was een Amerikaans politicus. Hij was de negende gouverneur van de staat South Dakota en de eerste die in die staat zelf geboren was. Na zijn gouverneurschap diende hij drie periodes in de Amerikaanse senaat. Hij staat bekend als de politieke beschermheer van het project dat leidde tot de totstandkoming van het Mount Rushmore National Memorial.

## Jeugd en aanvankelijke werkzaamheden
Norbeck was de zoon van Noorse immigranten. Hij werd geboren in armoedige omstandigheden in de plaggenhut van zijn ouders. Zijn vader was behalve boer luthers predikant. Als jongen al moest Norbeck meewerken op de boerderij van zijn ouders. Dankzij zijn schoolprestaties kon hij uiteindelijk ook kort enkele semesters studeren aan de Universiteit van Dakota, tegenwoordig de Universiteit van South Dakota. Nadien begon hij zijn arbeidzame leven als aannemer, gespecialiseerd in het boren van kunstmatige bronnen. Samen met een neef ontwierp hij een werktuig voor het mechanisch aanleggen van waterputten, die zeer nodig waren in deze nog nauwelijks gecultiveerde streek. Hij werd al snel marktleider op dit gebied en met zijn beleggingen in de olieboringen in Wyoming werd hij al snel een vermogend man.

## Politieke carrière
In 1908 werd Norbeck namens de Republikeinse Partij gekozen in de senaat van de staat South Dakota, waar hij drie termijnen zou dienen. In 1917 volgde zijn benoeming tot gouverneur van de staat, in welke functie hij zich voornamelijk inzette voor de verbetering van de positie van de landbouw. In 1920 werd hij, met overmacht, gekozen als afgevaardigde van zijn staat in de Amerikaanse senaat. Hier bleek hij een succesvol promotor en verdediger van de belangen van South Dakota. Het feit waardoor hij voortleeft, is dat hij eveneens succesvol lobbyde voor federale financiering van het monument op Mount Rushmore: vier kolossaal grote portretbeelden van de Amerikaanse presidenten George Washington, Thomas Jefferson, Abraham Lincoln en Theodore Roosevelt. Norbeck, die op 66-jarige leeftijd in 1936 overleed, maakte de definitieve afronding van het project net niet mee. In zijn eigen staat was hij, met zijn zware Noorse accent, een geliefd politicus.
- Gemeinsame Normdatei: 1193072557
- International Standard Name Identifier: 0000 0000 3555 0273
- Library of Congress Control Number: n97066150
- National Archives and Records Administration: 10574559
- Nationale Bibliotheek van Israël: 987007295188605171
- SNAC: w6j96h28
- Biographical Directory of the United States Congress: N000132
- Virtual International Authority File: 33742793
- WorldCat: E39PBJtrXYGDM7bGrkdkMqqCwC